# Ontogenia (psicoanálisis)
La ontogenia en un contexto psicoanalítico es el desarrollo de todo el organismo, visto a la luz de los acontecimientos durante la vida, no en último lugar en los albores de la primera infancia, que se ha vuelto inconsciente, según Sigmund Freud . Una vez agotadas las posibilidades de la ontogénesis, la filogénesis podría ser explicativa del desarrollo de una neurosis.
Frantz Fanon, un escritor y analista martiniciano cuyo trabajo se centró en las patologías y neurosis producidas por el colonialismo europeo, adaptó el concepto de ontogenia de Freud. Fanon desarrolló los conceptos de sociogenia y sociogénesis para explicar cómo los fenómenos producidos socialmente, como la pobreza o el crimen, se vinculan a ciertos grupos como si esos grupos estuvieran biológicamente (u ontogenéticamente) predispuestos a esos fenómenos. La combinación de sociogenia y ontogenia, argumentó Fanon, juega un papel importante en la construcción social de la raza.